# Puszcza Wiskicka
Puszcza Wiskicka - kompleks leśny na zachód od Żyrardowa, na terenie gminy Wiskitki i częściowo w granicach administracyjnych miasta Żyrardów w województwie mazowieckim.
Zachodnia część puszczy leży w obszarze Bolimowskiego Parku Krajobrazowego. 